# 帰郷 (2020年の映画)
『帰郷』（ききょう）は、2020年1月17日に公開された藤沢周平の小説を原作とする、仲代達矢主演、杉田成道監督による股旅時代劇映画であり、2020年2月8日に放送されたテレビドラマ。

## 概要
2015年に製作された『果し合い』放送時にスカパー!の加入者の増加などの成功を収めたことから、ほぼ同じ製作陣で製作され、初の8Kで撮影された時代劇作品であり、世界のコンテンツマーケットであるMIPCOMにおいて、アジアの作品としては初となるワールドプレミアに選出され、第32回東京国際映画祭でも上映された。2020年2月8日の21時より時代劇専門チャンネルでの放送に先行する形で劇場公開された。仲代は、約30年前に原作を読み、その時以来、宇之吉を演じてみたいと思っていたという。公開から1周年となる2021年1月17日には、NHK BS8Kにて8K解像度で放送された。

## あらすじ
かつて訳あって故郷・信州の木曽福島を離れた宇之吉という男が、長い期間を経て、村へと戻ってくる。

## 出演者
- 仲代達矢 : 宇之吉
- 常盤貴子 : おくみ
- 北村一輝 : 30年前の宇之吉
- 緒形直人 : 源太
- 佐藤二朗 : 栄次
- 田中美里 : おとし
- 前田亜季 ：お秋
- 三田佳子 : おこう
- 橋爪功 : 佐一
- 中村敦夫 : 九蔵

## スタッフ
- 監督 - 杉田成道
- 企画 - 宮川朋之
- 脚本 - 小林政広、杉田直道
- プロデューサー - 宮川朋之、秋永全徳、足立弘平
- 原作 - 藤沢周平 ：「帰郷」
- 撮影 - 江原祥二
- 編集 - 長田千鶴子
- 音楽 - 加古隆
- 美術 - 倉田智子
- 殺陣 - 清家三彦
- スチール - 北脇克己
- 製作 - 時代劇専門チャンネル、BSフジ、松竹株式会社